# Говард, Майкл, 21-й граф Саффолк
Майкл Джон Джеймс Джордж Роберт Говард, 21-й граф Саффолк и 14-й граф Беркшир  (англ. Michael John James George Robert Howard, 21st Earl of Suffolk & 14th Earl of Berkshire; 27 марта 1935 — 5 августа 2022) — английский наследственный пэр. В 1935—1941 годы был известен как виконт Андовер. В 1941 году сменил своего отца, Чарльза Говарда, 20-го графа Саффолка, когда последний был убит бомбой, которую он пытался обезвредить. Говард учился в Винчестерском колледже, но бросил его через год.

## Титулатура
- 21-й граф Саффолк (с 12 мая 1941)
- 14-й граф Беркшир (с 12 мая 1941)
- 14-й виконт Андовер, Саутгемптон (с 12 мая 1941)
- 14-й барон Говард из Чарльтона, Уилтшир (с 12 мая 1941).

## Ранняя жизнь и семья
Майкл Саффолк родился 27 марта 1935 года. Старший сын Чарльза Говарда, 20-го графа Саффолка (1906—1941), и уроженки Чикаго балерины Мими Форд Пиготт (? — 1966). У него было два младших брата, достопочтенный Морис Говард (1936—2018) и достопочтенный Патрик Говард (род. 1940).

## Личная жизнь
Граф Саффолк был женат трижды. 1 октября 1960 года его первой женой стала Симона Литман, дочь Джорджа Литмана, которой у него была одна дочь:
- Леди Люсинда Говард (26 марта 1961 — 21 декабря 1962)

Супруги развелись в 1967 году. 22 сентября 1973 года граф Саффолк женился на Аните Фугельсанг (развод в 1980), дочери Робина Фугельсанга (которая в 1984 году вышла замуж за Чарльза Стэнхоупа, 12-го графа Харрингтона), с которой у него двое детей:
- Александр Чарльз Майкл Уинстон Робсом Говард, 22-й граф Саффолк и 15-й граф Беркшир (род. 17 сентября 1974), наследник титула. С 2011 по 2018 год был женат на Виктории (урожденной Гамильтон), от брака с которой у него двое детей:
  - Достопочтенная Элоиза Виктория Роуз Мими Говард (род. 1 мая 2013)
  - Достопочтенный Артур Чарльз Александр Говард, виконт Андовер (род. 17 июля 2014)[3]
- Леди Кэтрин Эмма Фрэнсис Робсам Говард (род. 9 апреля 1976), замужем за Уильямом Роджерсом
  - Лара Роуз Роджерс (род. в 2010 году)
  - Джейк Микки Роджерс (род. в 2014 году)

15 декабря 1983 года граф Саффолк женился в третий раз на Линде Жаклин Паравичини (род. 1950), дочери подполковника Винсента Рудольфа Паравичини (? — 1989) и Жаклин Кристин Суиннертон Дайер (1918—2004). С 1972 по 1979 года Линда была замужем за Александром Нельсоном Худом, 4-м виконтом Бридпортом (род. 1948), от брака с которым у неё был один сын.
У графа и графини Саффолк было двое детей:
- Леди Филиппа Мими Жаклин Генриетта Говард (род. 1985) вышла замуж за Арчи Лорда в 2017 году. У них есть одна дочь:
  - Оттилия Уинифред Лорд (род. 16 ноября 2018)
- Леди Наташа Роуз Кэтрин Линда Говард (род. 1987)[4]. Она обручилась с Чарльзом Квиком в августе 2021 года.

Граф Саффолк проживал в Чарльтон-парке, Уилтшир. Он — также граф Беркшир, но подписывался именем «Саффолк», его самым старшим титулом. Скончался он 5 августа 2022 года.